# سیارک ۱۸۷۰
سیارک ۱۸۷۰ (به انگلیسی: 1870 Glaukos، نامگذاری:1971FE) هزار و هشتصد و هفتادمین سیارک کشف شده‌است که در ۲۴ مارس ۱۹۷۱ کشف شد.
قدر مطلق سیارک برابر ۱۰٫۵۰ است.